# احمد معظمی
احمد معظمی (زاده ۱ آذر ۱۳۵۹ در تهران) کارگردان اهل ایران است. وی فعالیت خود را با دستیاری در کارگردانی چند فیلم دیگر سینمایی و نیز ساخت فیلم کوتاه آغاز کرد.

## کارگردان

### تلویزیون

#### مجموعه‌ها
| سال     | نام                          | پخش         |
| ------- | ---------------------------- | ----------- |
| ۱۴۰۳    | هشت‌پا                        | شبکه ۱      |
| ۱۴۰۲    | بازپرس                       | شبکه ۱      |
| ١۴٠١    | مسافران شهر                  | شبکه تهران  |
| ۱۴۰۰    | سرجوخه                       | شبکه ۳      |
| ۱۳۹۹    | خانه امن                     | شبکه ۱      |
| ۱۳۹۸    | ترور خاموش                   | شبکه ۱      |
| ۱۳۹۶    | سارق روح                     | شبکه تهران  |
| ۱۳۹۶    | دیوار شیشه‌ای                 | شبکه ۱      |
| ۱۳۹۵    | سایبر                        | شبکه تهران  |
| ۱۳۹۵    | جاده چالوس                   | شبکه تهران  |
| ۹۴–۱۳۸۸ | شاید برای شما هم اتفاق بیفتد | شبکه تهران  |
| ۱۳۹۷    | ملکاوان                      | شبکه آی‌فیلم |

#### تله‌فیلم
- مهره سوخته[۳]
- خانه پدر کجاست[۴]
- درخشش پنهان (۱۳۸۷) [۵]
- ماهی کوچولوها دعا می‌خوانند (۱۳۸۷)

### سینما
- حریم شخصی (۱۳۹۵)

## دستیار کارگردان
- مجنون لیلی (۱۳۸۶)
- بازنده (۱۳۸۲)
- زن امروز (۱۳۷۵)
- قاصدک (۱۳۷۵)
- خط قرمز (۱۳۷۹)